# 普雷策道尔
普雷策道尔（[ˈpʀəɪ̯tsɐdɑʊ̯l] ⓘ）是卢森堡西部的一个市镇，属于雷当日县。2001年7月17日，该市镇将以前的德语源名称“Bettborn”更改为当今的卢森堡语源名称“Préizerdaul”。普雷策道尔是卢森堡自第一次世界大战以来第一个改名的市镇，也是卢森堡迄今为止唯一一个将名称改为卢森堡语源名称的市镇。 
市镇内的村镇包括Bettborn、Platen、Pratz 和 Reimberg。

## 姊妹城市
普雷策道尔与下列城市为友好关系：
- 布吉納法索 佩尼（Péni）
- 薩爾瓦多 圣阿古斯廷